# Речки (Гомельская область)
Речки (бел. Рэчкі) — упразднённая деревня в Светиловичском сельсовете Ветковского района Гомельской области Белоруссии.

## География
В 20 км на север от Ветки, 42 км от Гомеля. Граничит с торфяным заказником. Река Нёманка (приток реки Сож). На юге мелиоративные каналы.

## Транспортная сеть
Транспортные связи по просёлочной, затем автомобильной дороге Светиловичи — Гомель. Планировка состоит из 3-х параллельных между собой плотно застроенных широтных улиц, к которым с юга присоединяется короткая прямолинейная и с севера — чуть изогнутая улица. Застройка преимущественно деревянная усадебного типа.

## История
По письменным источникам известна с начала XVIII века, как селение в Чечерском старостве Речицкого повета Минского воеводства Великого княжества Литовского. В 1704 году 5 домов и рудник, в Воторском войтовстве.
После 1-го раздела Речи Посполитой (1772 год) в составе Российской империи. В 1785 году во владении А. В. Васильева. В 1848 году входила в одноимённое имение помещицы Бычковской. Значительную часть жителей составляли староверы. С 1859 года действовала церковь. Дворянин Печковский владел в деревне в 1860 году 174 десятинами земли, а в 1872 году — 2000 десятинами земли, водяной мельницей и сукновальней. В 1886 году работали церковь, ветряная мельница, народное училище (в 1889 году 25 учеников). В состав Речковской волости, центром которой являлась деревня (до 9 мая 1923 года), входили в 1890 году 35 населённых пункта с общим количеством 918 дворов. Согласно переписи 1897 года располагались: церковь (деревянная), народное училище, хлебозапасный магазин (с 1880 года), круподробилка, ветряная мельница, винная лавка, трактир и фольварк. В 1909 году 830 десятин земли, в поместье 2899 десятин земли. Имелось почтовое отделение. Летом 1918 года во время немецкой оккупации жители создали партизанский отряд, который сражался против немецких войск.
В 1926 году работали изба-читальня, отделение потребительской кооперации, начальная школа. В бывшем фольварке было создано семенное хозяйство. С 8 декабря 1926 года в составе БССР, до 1992 года центр Речковского сельсовета Светиловичского, с 4 августа 1927 года Ветковского, с 12 февраля 1935 года Светиловичского, с 17 декабря 1956 года Ветковского, с 25 декабря 1962 года Гомельского, с 6 января 1965 года Ветковского районов Гомельского округа (до 26 июля 1930 года), с 20 февраля 1938 года Гомельской области. В 1929 году создан колхоз «1 Мая», работали кирпичный завод (с 1930 года), 2 ветряные мельницы (с 1925 и 1926 года), винодельческий завод, 2 кузницы. Во время Великой Отечественной войны оккупанты убили 43 жителя. В боях за деревню погибли 134 советских солдата (похоронены в братских могилах в центре деревни и на кладбище). На фронтах и в партизанской борьбе погибли 287 жителей из деревень Речковского сельсовета, в память о погибших в 1975 году около исполкома сельсовета установлена скульптура женщины и стена с именами павших. В 1959 году была центром совхоза Речки. Размещались кирпичный завод, винзавод, лесничество, хлебопекарня, швейная мастерская, средняя школа, клуб, библиотека, детские ясли-сад, аптека, ветеринарный участок, отделение связи, гостиница, столовая, 3 магазина.
В результате катастрофы на Чернобыльской АЭС деревня подверглась радиационному загрязнению. В 1992 году все жители (202 семьи) были переселены в чистые места.
Официально упразднена в 2011 году.

## Население
- 1775 год — 30 дворов.
- 1785 год — 105 жителей.
- 1886 год — 63 двора, 311 жителей.
- 1897 год — 89 дворов, 591 житель; фольварк — 5 дворов, 21 житель (согласно переписи).
- 1909 год — 107 дворов, 697 жителей.
- 1926 год — 149 дворов, 763 жителя.
- 1959 год — 649 жителей (согласно переписи).
- 1992 год — жители (202 семьи) переселены.

## Достопримечательность
- Бывший усадебный дом (нач. XIX в.)[2] —  Историко-культурная ценность Республики Беларусь, шифр 313Г000173. Памятник архитектуры XIX века, сочетающий черты романтизма и поздней готики.

Усадьба была построена в XIX веке. В издании «Торгово-промышленный мир России» 1915 года упоминается имение Речки, а его хозяин, статский советник Василий Саввич Бочков, характеризуется как сторонник распространения агрономических и ремесленных знаний среди крестьян. В рассказах бывших жителей деревни фигурирует некий «пан Бычок», которого отдельные крестьяне запомнили как доброго помещика (якобы он подарил платок одной из сельчанок). После событий 1917 года упоминаний о Бочкове нет. После Великой Отечественной войны на территории бывшей усадьбы функционировал винзавод, судя по всему, специально разрушенный при ликвидации деревни.

## Известные лица
- Ксендзов, Григорий Васильевич (1916—2006) — Герой Советского Союза.